# Дірк Кортальс
Дірк Кортальс (нім. Dirk Korthals, 22 березня 1962) — німецький плавець.
Бронзовий медаліст Олімпійських Ігор 1984 року в естафеті 4×200 метрів вільним стилем.